# Гахнанг
Гахнанг (нім. Gachnang) — громада  в Швейцарії в кантоні Тургау, округ Фрауенфельд.

## Географія
Громада розташована на відстані близько 125 км на північний схід від Берна, 5 км на південний захід від Фрауенфельда.
Гахнанг має площу 9,7 км², з яких на 17,7% дозволяється будівництво (житлове та будівництво доріг), 64,5% використовуються в сільськогосподарських цілях, 16,8% зайнято лісами, 1% не є продуктивними (річки, льодовики або гори).

## Демографія
2019 року в громаді мешкало 4455 осіб (+29,7% порівняно з 2010 роком), іноземців було 15%. Густота населення становила 457 осіб/км².
За віковим діапазоном населення розподілялося таким чином: 22,4% — особи молодші 20 років, 62,4% — особи у віці 20—64 років, 15,2% — особи у віці 65 років та старші. Було 1804 помешкань (у середньому 2,5 особи в помешканні).
Із загальної кількості 1454 працюючих 83 було зайнятих в первинному секторі, 491 — в обробній промисловості, 880 — в галузі послуг.